# Juan Fuentes Angullo
Juan Fuentes Angullo (Sídney, Australia, 7 de abril de 1977) es un ciclista español.
Hizo su debut como profesional en el año 2002 con el equipo italiano Saeco. Sus cuatro años como profesional los disputó vinculado a equipos italianos.

## Palmarés
2001
- Bizkaiko Bira

2003
- Gran Premio Industria y Artigianato-Larciano
- Gran Premio de Llodio

## Resultados en Grandes Vueltas
| Carrera | Carrera         | 2002 | 2003  | 2004 | 2005 |
| ------- | --------------- | ---- | ----- | ---- | ---- |
|         | Giro de Italia  | —    | —     | —    | —    |
|         | Tour de Francia | —    | —     | —    | —    |
|         | Vuelta a España | 79.º | 121.º | 81.º | 56.º |

―: no participa

Ab.: abandono

## Equipos
- Ideal Olimpic (1999)
- Cafés Baqué (2000-2001)
- Saeco (2002-2004)
- Lampre-Caffita (2005)